# 吉野大作
吉野 大作（よしの だいさく、1951年8月 - ）は、日本のシンガーソングライター。元・河合塾漢文科講師。群馬県出身。

## 人物
昭和26年8月、群馬県生まれ。少年の頃より詩を書きはじめ、同時に作曲にも興味をもち多くの曲をつくる。横浜国立大学在学中にも作詩&音楽活動を継続し、その後数多くの作品を残して、今日に至る。
フォークロック、ジャズ・アヴァンギャルド・ロック、ブルース・ロックと曲調を変遷させているが、冷酷に現実を見つめる詩はそのキャリアを通じて一貫している。近年はソロでの活動も増えている。
2021年、「子供たちが跳び出してくる」をリリース。

## ディスコグラフィー
- 吉野大作の少年時代/吉野大作(1973)
- 吉野大作ランプ製造工場/吉野大作(1974)
- DAISUCK&PROSTITUTE/吉野大作&プロスティチュート(1980)
- 死ぬまで踊り続けて/吉野大作&プロスティチュート(1981)
- 後ろ姿の素敵な僕たち/吉野大作&プロスティチュート(1985)
- 吉野大作戦/吉野大作(1986)
- NOWHERE STREET/吉野大作&後退青年(1989)
- 北京ステーション/吉野大作&後退青年(1994)
- 光の海の中で/吉野大作&プロスティチュート(1994)
- 吉野大作1973-1985/吉野大作、GOM、後退青年、プロスティチュート(1996)
- 石の中の記憶/吉野大作&プロスティチュート(1996)
- もう一度おれにブルースを/吉野大作&サンライズ・タウン・バンド(1997)
- 神曲/吉野大作、近藤等則、石塚俊明、ロケット・マツ、金井太郎、坂本弘道、松井亜由美(1997)
- 年表/吉野大作&飛兎楽団(1999)
- チャイナ★イルージョン/吉野大作&飛兎楽団(2001)
- ETERNAL RAIN-永遠の雨-/吉野大作&ロケット・マツ(2005)
- あの町の灯りが見えるまで/吉野大作(2012)
- 朽ち果てた館で/吉野大作(2017)
- 子供たちが跳び出してくる(2021)/吉野大作,吉野大作バンド